# Donje Kordince
Donje Kordince (en serbe cyrillique : Доње Кординце) est un village de Serbie situé dans la municipalité de Prokuplje, district de Toplica. Au recensement de 2011, il comptait 182 habitants.

## Démographie
| 1948 | 1953 | 1961 | 1971 | 1981 | 1991 | 2002 | 2011 |
| ---- | ---- | ---- | ---- | ---- | ---- | ---- | ---- |
| 346  | 381  | 380  | 346  | 301  | 267  | 226  | 182  |

|  |